# Виставиште
Виставиште (чеськ. Výstaviště) — історичний виставковий комплекс у Празі 7 — Бубенеч, збудований у 1891 році. Комплекс розташований біля станції метро "Надражі Голешовіце" (лінія С), недалеко від парку Стромовка, празького планетарію, Місяця — парку та Типспорт Арени. Основна будівля комплексу — Промисловий палац, крім того в комплекс входять Кржижикові фонтани, Лапідарій Національного музею, океанаріум «World of the Oceans», пірамідальна будівля театру «Гоя Мюзік Холл», а також найбільша картина в Чехії — панорама "Битва коло Ліпан".

## Історія
Комплекс побудований до ювілейної Всесвітньої виставки 1891 року за проєктом Фредеріка Мюнцбергера та Франсіса Мюнхгаузена . Окрему увагу автори проекту приділили тому факту, що корпус Промислового палацу збудовано цілком із чеського заліза . Під час виставки (з 15 травня до 18 жовтня) Виставіште відвідали близько 2,5 мільйона людей.
Площа комплексу становить 36 га . За часів Чехословаччини у Промисловому палаці розташовувався Палац З'їздів, а весь комплекс називався "Парк культури та відпочинку імені Юліуса Фучика ".
Важлива визначна пам'ятка комплексу — «співаючі» фонтани Кржижикова — тривалий час не функціонували, але були відновлені в 1990-і роки. В 2005 знову були закриті, а в 2015, після реставрації, знову відкриті для відвідувачів .
З 1 січня 2015 року комплекс перейшов під управління муніципальної компанії, чиїм завданням є пожвавлення та реставрація комплексу. Основним організатором виставок у Виставішті є приватна компанія "Incheba Praha".

### Пожежі
Виставиште горіла тричі:
- 25 жовтня 1991 року внаслідок необережного поводження з електроустаткуванням повністю вигорів Брюссельський павільйон.
- 12 листопада 2005 року повністю згорів театр "Глобус" — дерев'яна копія однойменного лондонського театру, побудована на шість років раніше.
- 16 жовтня 2008 року ліве крило Промислового палацу повністю знищено вогнем внаслідок необережного поводження з електроплиткою [7] .